# Saudowie
Saudowie – dynastia panująca niepodzielnie w Arabii Saudyjskiej od 1932 roku. Jej założycielem był imam Muhammad ibn Saud (zm. 1765), współtwórca w 1744 państwa wahhabitów ze stolicą w ad-Dirijji. Jego potomek, Abd al-Aziz ibn Saud, podbiwszy Nadżd i Hidżaz, w tym Mekkę w 1924 roku, będącą do 1916 we władaniu Imperium Osmańskiego, a potem szarifa Mekki, Sajda Husajna bin Alego z dynastii Haszymitów, założył dzisiejsze państwo. Saudowie sprawują duchową i materialną opiekę nad świętymi miejscami islamu: Mekką i Medyną, będąc jednocześnie największymi mecenasami tej religii na świecie.